# Consell de Luxemburg
El Consell de Luxemburg va ser una institució central al govern del Ducat de Luxemburg entre 1444 i 1795 en descens directe des de l'ajuntament medieval dels ducs. Era una institució on es trobava tant l'autoritat administrativa com la judicial. El Consell va ser reorganitzat per Carles V del Sacre Imperi Romanogermànic entre 1531 a 1532. Fins al 1782, les decisions legals del consell van apel·lar al Gran Consell de Mechelen. L'1 d'agost de 1782 el consell va ser fet «sobirà», és a dir, el més alt grau a la jurisdicció.
El consell va ser abolit el 7 de juny de 1795.